# سمير الشيخلي (طبيب)
الدكتور سمير الشيخلي هو طبيب عراقي، وكان الطبيب الخاص للرئيس العراقي الأسبق أحمد حسن البكر، وكان يشغل منصب مدير مستشفى ابن سينا في بغداد.